# Badschalgebirge
Das Badschalgebirge (russisch Баджа́льский хребет) ist ein Gebirgszug in der Region Chabarowsk im Fernen Osten Russlands.
Der 220 km lange Gebirgszug verläuft in Südwest-Nordost-Richtung westlich der Stadt Komsomolsk am Amur zwischen dem Unterlauf des Amur im Osten und dessen linken Nebenfluss Amgun im Westen. Das Badschalgebirge erreicht mit dem Gora Korol (гора Король) eine maximale Höhe von 2269 m. Bis Anfang 2016 war der Ulun (гора Улун) mit 2221 Metern Höhe als höchster Berg der Kette in die topographischen Karten eingetragen. Im Südwesten geht es in das Burejagebirge über.
Im Badschalgebirge kommen Glimmerschiefer, Sandstein und Andesit-Basalte sowie Granit vor.
In tieferen Lagen wachsen Lärchenwälder. In höheren Lagen kommen Beerensträucher und Flechten vor.